# Armadura (electricitat)

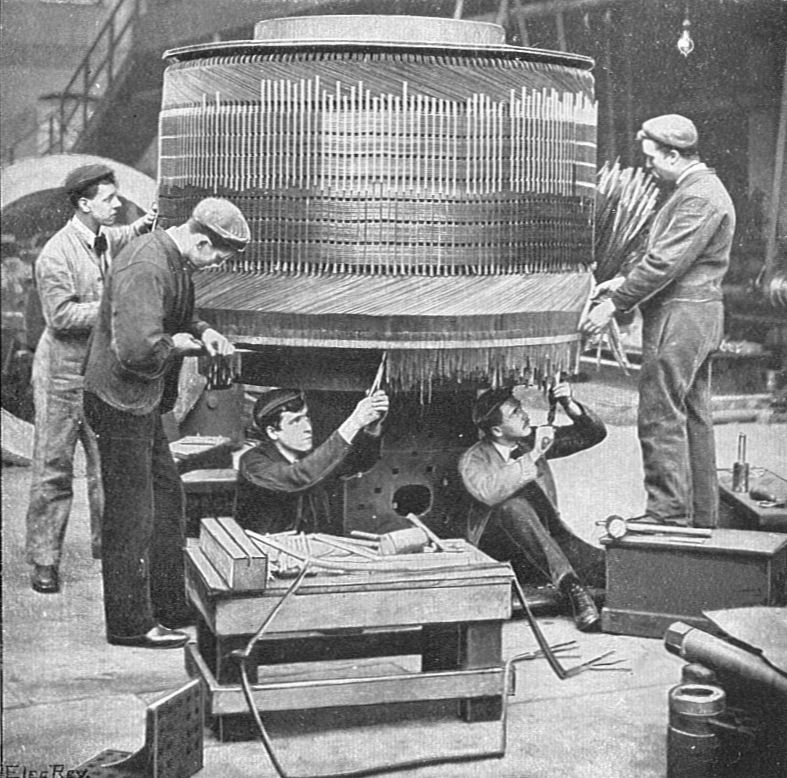
Treballadors col·locant el fil conductor en un rotor, principis de segle XX

En enginyeria elèctrica, l'armadura d'una màquina elèctrica és el nom que s'ha donat històricament al fil conductor on s'indueix el corrent altern i es produeix una transferència de potència entre sistemes elèctrics i mecànics. També és conegut com a induït. Els conductors de l'armadura produeixen corrent altern fins i tot en màquines de corrent continu, gràcies a l'acció del commutador (que inverteix periòdicament el sentit del corrent) o a causa de la commutació electrònica, com en els motors continus sense escombretes.
L'armadura pot ser tant el rotor (part giratòria) com l'estator (part estacionària), segons el tipus de màquina elèctrica.
En els primers motors i generadors, l'armadura estava en el rotor i estava formada per bobines enrotllades sobre l'anell que feia de base, provocant que l'espai de l'entreferro fos gran, la qual cosa provocava que el camp magnètic fos més dèbil. Posteriorment es substituïren per fils conductors o espires, inserits en ranures per reduir la distància de l'entreferro al mínim. En aquest cas per tal d'aïllar elèctricament el debanat de la ranura, es fa servir un material separador –en general, un paper aïllant–, amb el qual es recobreix la bobina de l'induït.